# Escuela Superior Politécnica del Litoral
L'Escuela Superior Politécnica del Litoral (ESPOL) è un'università pubblica dell'Ecuador, con sede a Guayaquil. Fondato il 29 ottobre 1958, è il secondo più antico istituto di tecnologia del paese. Si compone di sei facoltà, e offre 26 corsi di laurea e 10 di laurea magistrale.
L'università è anche molto nota per i suoi programmi di sensibilizzazione, finalizzati a diffondere la conoscenza delle scienze e della matematica nelle scuole elementari e superiori.